# Estación de Arévalo
Arévalo es una estación ferroviaria situada en el municipio español de Arévalo en la provincia de Ávila, comunidad autónoma de Castilla y León. Cuenta con servicios de Media Distancia operados por Renfe. Cumple también funciones logísticas. Es la única estación que permanece abierta entre Ávila y Medina del Campo.

## Situación ferroviaria
La estación se encuentra en el punto kilométrico 170,966 de la línea férrea de ancho convencional que une Madrid con Hendaya a 831,94 metros de altitud. El tramo es de vía doble y está electrificado.

## Historia
La estación fue inaugurada el 25 de noviembre de 1863 con la puesta en marcha del tramo Sanchidrián – Medina del Campo de la línea radial Madrid-Hendaya. Su explotación inicial quedó a cargo de la Compañía de los Caminos de Hierro del Norte de España quien mantuvo su titularidad hasta que en 1941 fue nacionalizada e integrada en la recién creada RENFE. Desde el 31 de diciembre de 2004 Renfe Operadora explota la línea mientras que Adif es la titular de las instalaciones ferroviarias.
A lo largo de su historia, la estación ha sufrido hasta tres graves accidente ferroviarios. El primero de ellos sucedió el 11 de enero de 1944 al chocar un tren correo y un expreso; fallecieron al menos 41 personas. El segundo tuvo lugar el 6 de septiembre de 1989 cuando un tren Talgo Madrid-Gijón sin parada en la estación embistió a un tren de mercancías que sí se encontraba detenido. Un error en las agujas llevó al Talgo a una vía que no le correspondía produciéndose el choque. Cinco personas encontraron la muerte. Tras los hechos RENFE donó a la ciudad una locomotora de vapor de la Compañía del Norte, incluida en el inventario del bienes patrimoniales de la Fundación de los Ferrocarriles Españoles con una placa donde reza:

"A la muy humanitaria ciudad de Arévalo en reconocimiento al ejemplar comportamiento mostrado siempre con el ferrocarril"

El título de "muy humanitaria" que aparece en el propio escudo de la ciudad había sido dado por la compañía tras el accidente de 1944.
Por último, el 26 de marzo de 2010 el choque de dos trenes de mercancías se saldó con la muerte de uno de los maquinistas.

## La estación
Arévalo cuenta con un notable edificio para viajeros de dos pisos y planta rectangular con dos pequeños anexos y una marquesina metálica adosada al mismo que cubre parcialmente el andén lateral. Dispone de dos andenes uno lateral y otro central y de siete vías. La vía 3, 1 y 2 son las que poseen acceso a andén mientras que las vías 4, 6, 5 y 7 carecen de ello. Estas últimas concluyen en toperas en un lateral del edificio para viajeros mientras que las dos primeras sirven para acceder a un silo y a una fábrica. El cambio de vía se realiza a nivel. El andén opuesto a la estación cuenta con dos pequeñas marquesinas.

## Servicios ferroviarios

### Media Distancia
En Arévalo, Renfe presta servicios de Media Distancia gracias a sus trenes MD y Regional Exprés en los trayectos:
- Madrid-Príncipe Pío / Ávila ↔ Valladolid.
- Madrid-Príncipe Pío ↔ Palencia / León.
- Madrid-Príncipe Pío ↔ Vitoria / Irún.

| Línea MD | Servicio        | Origen/Destino          | Paradas intermedias | Destino/Origen          |
| -------- | --------------- | ----------------------- | --- | ----------------------- |
| 16       | MD              | Madrid-Príncipe Pío     | Villalba · El Escorial · Zarzalejo · Robledo de Chavela · Santa María de la Alameda-Peguerinos · Las Navas del Marqués · Navalperal · Herradón-La Cañada · Ávila · Arévalo · Medina del Campo | Valladolid-Campo Grande |
| 16       | MD              | Valladolid-Campo Grande | Viana de Cega · Valdestillas · Matapozuelos · Pozaldez · Medina del Campo · Arévalo · Ávila · Herradón-La Cañada · Navalperal · Las Navas del Marqués · Santa María de la Alameda-Peguerinos · Robledo de Chavela · Zarzalejo · El Escorial · Villalba | Madrid-Príncipe Pío     |
| 16       | Regional Exprés | Ávila                   | Arévalo · Medina del Campo · Pozaldez · Matapozuelos · Valdestillas · Viana de Cega | Valladolid-Campo Grande |
| 16       | Regional Exprés | Ávila                   | Arévalo · Medina del Campo · Pozaldez · Matapozuelos · Valdestillas · Viana de Cega · Valladolid-Campo Grande | Valladolid-Universidad  |
| 17       | MD              | Madrid-Príncipe Pío     | Villalba · El Escorial · Zarzalejo · Robledo de Chavela · Santa María de la Alameda-Peguerinos · Las Navas del Marqués · Navalperal · Herradón-La Cañada · Ávila · Arévalo · Medina del Campo · Valladolid-Campo Grande · Venta de Baños · Palencia · Paredes de Nava · Villada · Sahagún | León                    |
| 17       | MD              | Madrid-Príncipe Pío     | Villalba · El Escorial · Ávila · Arévalo · Medina del Campo · Valladolid-Campo Grande · Venta de Baños · Palencia · Paredes de Nava · Villada · Sahagún | León                    |
| 17       | MD              | Madrid-Príncipe Pío     | Villalba · El Escorial · Zarzalejo · Robledo de Chavela · Santa María de la Alameda-Peguerinos · Las Navas del Marqués · Navalperal · Herradón-La Cañada · Ávila · Arévalo · Medina del Campo · Valladolid-Campo Grande · Dueñas · Venta de Baños | Palencia                |
| 17       | MD              | León                    | Sahagún · Villada · Paredes de Nava · Palencia · Venta de Baños · Valladolid-Universidad · Valladolid-Campo Grande · Medina del Campo · Arévalo · Ávila · Herradón-La Cañada · Navalperal · Las Navas del Marqués · Santa María de la Alameda-Peguerinos · Robledo de Chavela · Zarzalejo · El Escorial · Villalba | Madrid-Príncipe Pío     |
| 17       | MD              | Palencia                | Venta de Baños · Valladolid-Campo Grande · Medina del Campo · Arévalo · Ávila · Herradón-La Cañada · Navalperal · Las Navas del Marqués · Santa María de la Alameda-Peguerinos · Robledo de Chavela · Zarzalejo · El Escorial · Villalba | Madrid-Príncipe Pío     |
| 21       | MD              | Madrid-Príncipe Pío     | Villalba · El Escorial · Zarzalejo · Robledo de Chavela · Santa María de la Alameda-Peguerinos · Las Navas del Marqués · Navalperal · Herradón-La Cañada · Ávila · Arévalo · Medina del Campo · Valladolid-Campo Grande · Venta de Baños · Palencia · Burgos-Rosa Manzano · Briviesca · Miranda de Ebro · Vitoria · Alegría de Álava · Salvatierra de Álava · Araya · Alsasua · Legazpi · Zumárraga · Beasáin · Ordicia · Tolosa · San Sebastián · Lezo-Rentería                                                                                      | Irún                    |
| 21       | MD              | Madrid-Príncipe Pío     | Villalba · El Escorial · Ávila · Arévalo · Medina del Campo · Valladolid-Campo Grande · Venta de Baños · Palencia · Burgos-Rosa Manzano · Briviesca · Miranda de Ebro · Vitoria · Alegría de Álava · Salvatierra de Álava · Araya · Alsasua · Legazpi · Zumárraga · Beasáin · Ordicia · Tolosa · Villabona-Cizúrquil · Andoáin-Centro · Hernani-Centro · San Sebastián · Pasajes · Lezo-Rentería | Irún                    |
| 21       | MD              | Madrid-Príncipe Pío     | Villalba · El Escorial · Zarzalejo · Robledo de Chavela · Santa María de la Alameda-Peguerinos · Las Navas del Marqués · Navalperal · Herradón-La Cañada · Ávila · Arévalo · Medina del Campo · Valladolid-Campo Grande · Venta de Baños · Palencia · Magaz · Quintana del Puente · Villaquirán · Burgos-Rosa Manzano · Briviesca · Miranda de Ebro | Vitoria                 |
| 21       | MD              | Irún                    | Lezo-Rentería · San Sebastián · Hernani-Centro · Andoáin-Centro · Villabona-Cizúrquil · Tolosa · Ordicia · Beasáin · Zumárraga · Legazpi · Alsasua · Araya · Salvatierra de Álava · Alegría de Álava · Vitoria · Miranda de Ebro · Briviesca · Burgos-Rosa Manzano · Palencia · Venta de Baños · Valladolid-Campo Grande · Medina del Campo · Arévalo · Ávila · Guimorcondo · Herradón-La Cañada · Navalperal · Las Navas del Marqués · El Pimpollar · Santa María de la Alameda-Peguerinos · Robledo de Chavela · Zarzalejo · El Escorial · Villalba | Madrid-Príncipe Pío     |
| 21       | MD              | Irún                    | Lezo-Rentería · San Sebastián · Hernani-Centro · Andoáin-Centro · Villabona-Cizúrquil · Tolosa · Ordicia · Beasáin · Zumárraga · Legazpi · Alsasua · Araya · Salvatierra de Álava · Alegría de Álava · Vitoria · Miranda de Ebro · Briviesca · Burgos-Rosa Manzano · Palencia · Venta de Baños · Valladolid-Campo Grande · Medina del Campo · Arévalo · Ávila · El Escorial · Villalba | Madrid-Príncipe Pío     |
| 21       | MD              | Vitoria                 | Miranda de Ebro · Pancorbo · Briviesca · Burgos-Rosa Manzano · Villaquirán · Quintana del Puente · Magaz · Palencia · Venta de Baños · Valladolid-Campo Grande · Medina del Campo · Arévalo · Ávila · El Escorial · Villalba | Madrid-Príncipe Pío     |
| 21       | Regional Exprés | Madrid-Príncipe Pío     | Villalba · El Escorial · Zarzalejo · Robledo de Chavela · Santa María de la Alameda-Peguerinos · Las Navas del Marqués · Navalperal · Herradón-La Cañada · Ávila · Arévalo · Medina del Campo · Valladolid-Campo Grande · Venta de Baños · Burgos-Rosa Manzano · Briviesca · Miranda de Ebro | Vitoria                 |

### Mercancías
La estación de Arévalo también cumple funciones logísticas para dar servicio a la Harinera Villafranquina.